# Cykelslangen
Cykelslangen er en cykelbro på Vesterbro i København, der skaber forbindelse mellem Dybbølsbro og Bryggebroen. Den er tegnet af Dissing+Weitling og opført af MT Højgaard for Københavns Kommune i 2014. Den er 230 meter lang og fungerer som en bugtet rampe, der overvinder seks højdemeter.

## Udformning og trafik
Cykelslangen er delvist inspireret af Bryggebroen, som Dissing+Weitling også har stået for. Den er konstrueret med en central, lukket ståldrager, hvorfra dækket til kørebanen udgår. Broen er malet hvid med undtagelse af den 4 meter brede kørebane på brodækket. Den var oprindelig orange med afstribning til adskillelse af de to kørselsretninger, men den orange farve falmede hurtigt. Rækværk sikrer cyklisterne mod at falde ned, og der er indbygget lys i gelænderne, så de også kan færdes på broen i mørke. Broen bæres af en række søjler, der står med 17 meters mellemrum både til lands og til vands, alt efter hvordan broen snor sig.
Broens forløb begynder sydøst for krydset mellem Dybbølsbro og Kalvebod Brygge. Herfra snor den sig over en kanal ved siden af indkøbscentret Fisketorvet i 6-7 meters højde. Den ender nede på Havneholmen, hvor den ligger i umiddelbar forlængelse af Bryggebroen til Islands Brygge. Broen gør det således muligt at cykle direkte mellem Vesterbro og Islands Brygge. Efter åbningen af Bryggebroen i 2006 men før Cykelslangen var cyklisterne ellers nødt til at trække deres cykler op og ned ad en trappe ved Kalvebod Brygge. Derudover færdedes cyklister og fodgængere ind imellem hinanden, hvor de nu kan færdes adskilt.
I praksis er der dog problemer med fodgængere, der benytter Cykelslangen, selvom de ikke må, fordi det også er nemmere for dem end at skulle bruge trappen. Det fremgik for eksempel af en trafiktælling på broen, der blev foretaget torsdag 19. september 2019 kl. 7-19. Udover de 14.309 cykler, der benyttede broen i de 12 timer, var der også 40 fodgængere og en barnevogn. Cyklisterne var fordelt på 13.720 almindelige cykler, 388 ladcykler og 201 el-løbehjul mv. Trafikken var størst mod Bryggebroen i morgenmyldretiden og modsat om eftermiddagen.

## Præmieringer og omtaler
Cykelslangen er blandt andet blevet præmieret med en førstepræmie ved WAN Transport Award i 2014, Arkitektforeningens Store Arne i 2015, Den Europæiske Pris for Offentlige Byrum i 2016 og Icon Award i Danish Design Award i 2018. Arkitektforeningen begrundede sin tildeling med at "Cykelslangen forandrer et trist og rodet byrum på en enkel æstetisk stærk og legende måde. Dissing+Weitling Architecture formår at give identitet til et ellers arkitektonisk usammenhængende sted og forandre oplevelsen til noget langt mere interessant og sanseligt."
Politikens arkitekturanmelder Karsten Ifversen kaldte broen for "et billede af en fremtidens by, hvor de cyklende er nogen, der er så værdifulde, at man løfter dem op i luften som et trofæ, der kan brande København som en grøn foregangs by." Flere udenlandske medier skrev tilsvarende rosende om broen.
I Lonely Planets guidebog Pocket Copenhagen blev broen fremhævet som en seværdighed: "To af danskernes største passioner - design og cyklisme - mødes på spektakulær vis med Cykelslangen. Den 235 meter lange cykelsti, der er designet af de lokale arkitekter Dissing+Weitling, minder om et tyndt bånd med en venligt bølget form, der står i skarp kontrast med områdets bloklignende arkitektur. Den højtliggende sti spinder sin vej fra Bryggebroen i vest til indkøbscentret Fisketorvet og giver en cykeloplevelse der er intet mindre end speciel."
I Peter Olesens bog Broerne i København fra 2019 har broen også fået et kapitel: "Cykelslangens elegance tåler sammenligning med Cirkelbroens, da de begge er noget af det mest elegante og overraskende, der er føjet til havnen i mange år. Cykelslangen har forståeligt nok, ligesom Cirkelbroen, skabt international opmærksomhed. Mange besøgende fra byer, der ønsker at udvikle cyklismen som i København har besøgt netop denne bro. (...) Også denne bro er med til at brande København som en af verdens bedste cykelbyer, hvis ikke ligefrem verdens bedste."